# Cliff Mytton
Pour les articles homonymes, voir Mytton.
Pas d'image ? Cliquez ici

a Compétitions nationales et continentales officielles uniquement.

Dernière mise à jour le 12 août 2019.
Cliff Mytton, né le 24 janvier 1969, est un ancien joueur de rugby à XV néo-zélandais. Il a joué pour le Stade français Paris et a évolué au poste de centre (1,83 m pour 95 kg).
Il passe six années en France au Stade français. Il joue ensuite pour Les Mureaux, club de la banlieue parisienne.

## Carrière

### En club
- 1991-1997 : North Harbour  Nouvelle-Zélande
- 1997-2003 : Stade français Paris  France
- 2003-???? : Les Mureaux  France

En 1998, Il remporte un premier titre de champion de France marquant un essai décisif.
Il est ainsi le second All Black champion de France derrière le célèbre Gary Whetton, qui 5 ans plus tôt a privé les grenoblois du Bouclier de Brennus par un essai irrégulier dans une finale polémique,.
Il remporte 2 autres titres de champion de France avec le club parisien en 2000 et 2003.
En 2001, il est titulaire en finale de la Coupe d'Europe, associé au centre à Franck Comba, au Parc des Princes à Paris face au Leicester Tigers mais les Anglais s'imposent 34 à 30 face aux Parisiens.

### Avec les Barbarians
En novembre 2000, il est sélectionné avec les Barbarians français pour jouer la Nouvelle-Zélande au Stade Bollaert à Lens. Les Baa-Baas parviennent à s'imposer 23 à 21.

## Palmarès

### En club
- Champion de France : 1998, 2000 et 2003
- Finaliste de la coupe d'Europe : 2001